# NGC 5612
NGC 5612 is een spiraalvormig sterrenstelsel in het sterrenbeeld Paradijsvogel. Het hemelobject werd op 23 mei 1835 ontdekt door de Britse astronoom John Herschel.

## Synoniemen
- ESO 22-1
- IRAS 14281-7809
- PGC 52057